# Hôtel Caillebot de La Salle
El hôtel Caillebot de La Salle,, hôtel Castelnau o hôtel de Rotrou, es una mansión privada ubicada en el n. 5, en la esquina suroeste de la Plaza de los Vosgos, contiguo al Hôtel de Montmorin y del Hôtel de Sully, en el 4 distrito de París.
Su techo pintado fue catalogado como monumento histórico en 1926, las fachadas, los techos y la galería abovedada fueron catalogados en 1955.